# 吉田莉桜
吉田 莉桜（よしだ りお、2002年〈平成14年〉2月20日 - ）は、日本のタレント、モデル、グラビアアイドル、女優。長崎県佐世保市出身。プラチナムプロダクション所属。

## 経歴
雑誌のモデルになりたいと思い始めたことがきっかけで芸能界を目指すようになり、2017年8月に開催された「女子高生ミスコン」の姉妹コンテスト「高1ミスコン 2017-2018」でグランプリを受賞し、芸能界デビューする。同年11月号から雑誌『Popteen』の専属モデルになる。
2018年3月に開催された「女子高生ミスコン 2017-2018」にファイナリストとして出場し、ヤングジャンプ賞を受賞。
2020年1月30日、1st写真集を3月27日に発売することを発表。タイトルは公募が行われ、『purio-ピュリオ-』に決定。予定されていた発表記念イベントは新型コロナウイルスの影響で延期となり、7月26日に刊行記念お渡し会が開催された。
2021年1月、リバプールから発売された『Clear』が2020年グラビアアイドルDVD年間売り上げランキング10位を記録と発表。2月1日発売の『週刊プレイボーイ』では、同じ事務所に所属し、かつそれぞれ別のミスコンで受賞歴のある豊田ルナ・山田南実・蓼沼優衣とセンターグラビアで共演。さらに山田とのコンビでデジタル写真集も発売された。

## 人物
好きなことは海釣りで、三枚おろしも出来る。しかし魚介類を食べるのは苦手だという。
グラビアでは、定番のビキニ以外にも、本人も自覚するようにワンピース水着やレオタードでの撮影が非常に多い。
こうしたことから、それら衣装に特化したデジタル写真集が刊行されているほか、「令和のレオタード姫（プリンセス）」と形容する媒体もある。

## 作品

### 映像作品
- Clear（2020年12月25日、リバプール）

## 書籍

### 雑誌連載
- Popteen（2017年11月号[19] - 2019年3月号、角川春樹事務所） - 専属モデル

### 写真集
- purio-ピュリオ-（2020年3月27日、小学館、撮影：西田幸樹）ISBN 978-4096823316
- 青とハチミツ（2022年2月18日、秋田書店、撮影：細居幸次郎）ISBN 978-4253011136[20]

### デジタル写真集
- 吉田莉桜 イノセンス（2019年3月15日、小学館、撮影：西田幸樹）[21]
- 吉田莉桜 天使の素顔（2019年7月1日、秋田書店、撮影：唐木貴央）
- 吉田莉桜 (長崎の)シンデレラガール（2019年8月9日、集英社、撮影：佐藤裕之）[22]
- 吉田莉桜 女子高生の目覚め（2019年9月6日、スクウェア・エニックス、撮影：佐藤佑一）
- 吉田莉桜 移ろいゆくは、花の如し（2020年9月25日、光文社、撮影：前康輔）
- 吉田莉桜 イノセンス2（2019年11月18日、小学館、撮影：西田幸樹）
- 吉田莉桜 紺色からの卒業（2020年1月1日、秋田書店、撮影：唐木貴央）
- 吉田莉桜 透明の夏。（2020年7月7日、双葉社、撮影：TakeoDec.）
- 吉田莉桜 オトナの色香 vol.1（2020年12月11日、講談社、撮影：熊谷貫）
- 吉田莉桜 オトナの色香 vol.2（2020年12月11日、講談社、撮影：熊谷貫）
- 吉田莉桜 オトナの色香 vol.3（2020年12月11日、講談社、撮影：熊谷貫）
- 吉田莉桜／山田南実写真集「その光に、手を伸ばせ。」 週プレ PHOTO BOOK（2021年2月1日、集英社、撮影：丸谷嘉長）※「週プレ グラジャパ！」では、限定カットの特典付き [23]
- 吉田莉桜 ワンピース、その愛。 2021年6月14日、集英社、撮影：松岡一哲）[24]
- 吉田莉桜 センチメンタルな季節（2021年8月6日、ワン・パブリッシング、撮影：矢西誠二）
- 吉田莉桜 おはよう、天使（2021年7月7日、光文社、撮影：前康輔）
- 吉田莉桜 謙虚な美徳（2021年3月2日、双葉社、撮影：佐藤裕之）
- 吉田莉桜 忘れられない季節（2021年3月9日、ワン・パブリッシング、撮影：小塚毅之）
- 吉田莉桜 君との距離の因数分解（2021年4月1日、秋田書店）
- 吉田莉桜 ヤングガンガンデジタル限定写真集「天国の扉」（2021年5月7日、スクウェア・エニックス、撮影：佐藤佑一）
- 吉田莉桜 ワンピース、その愛。（2021年6月14日、集英社、撮影：松岡一哲）
- 吉田莉桜 気づいたら、恋。（2021年7月30日、主婦の友社、撮影：持田薫）[25]
- 吉田莉桜 ワンピース、その愛。 2021年6月14日、集英社、撮影：松岡一哲）[24]
- 吉田莉桜 少女。時々、オトナ。（2021年8月1日、秋田書店、撮影：細居幸次郎）
- 吉田莉桜 恥じらいの季節（2021年9月9日、ワン・パブリッシング、撮影：根本好伸）

## 出演

### テレビ番組
- ワイドナショー（2019年6月2日、フジテレビ） - ワイドナ女子高生
- 超無敵クラス（2020年11月15日、2021年3月16日 - 4月24日、10月5日 - 11月16日・11月30日 - 、日本テレビ）
- よるのブランチ（2021年4月 - 、TBS） - 東京韓流デート

### テレビドラマ
- DASADA（2020年1月16日 - 3月19日、日本テレビ） - 笹島ゆらり 役
- 彼女はキレイだった（2021年7月6日 - 9月14日、関西テレビ・フジテレビ） - 佐藤桃 役[26]
- 卒業式に、神谷詩子がいない（2022年2月27日 - 3月27日、日本テレビ） - 同級生 役[27]
- 合理的にあり得ない〜探偵・上水流涼子の解明〜 第2話（2023年4月24日、関西テレビ・フジテレビ） - 真里奈 役[28]
- 正直不動産ミネルヴァSPECIAL（2025年2月1日、NHK BSプレミアム4K / 3月2日、NHK総合） - 受付 役[29]
- 秘密〜THE TOP SECRET〜 第4話・第5話（2025年2月17日・24日、関西テレビ・フジテレビ） - 森山渚 役

### Webドラマ
- あけておねがい（2022年9月15日 - 27日、Twitter） - 帆香 役[30]
- Dear S（2025年4月11日、BUMP） - 高山凛 役[31]

### 映画
- オカムロさん（2022年10月14日、エクストリーム）[32]

### 舞台
- 萬腹企画 15杯目『恋愛疾患特殊医療機 a-xブラスター』（2022年11月10日 - 13日、シアター・アルファ東京） - アルフォンス真理華ヴァイオレット 役[33]

### ラジオ
- オレたちゴチャ・まぜっ!〜集まれヤンヤン〜（2021年4月25日 - 2022年4月17日 、MBSラジオ）- ヤンヤンガールズ13期生
- よゐこ有野のノーギャラジオ（2023年3月19日、MBSラジオ）[34]